# Alwank
Alwank – wieś w Armenii, w prowincji Sjunik. W 2011 roku liczyła 352 mieszkańców.